# Ballett-Glossar
Dies ist ein Glossar mit Begriffen aus dem klassischen Ballett.

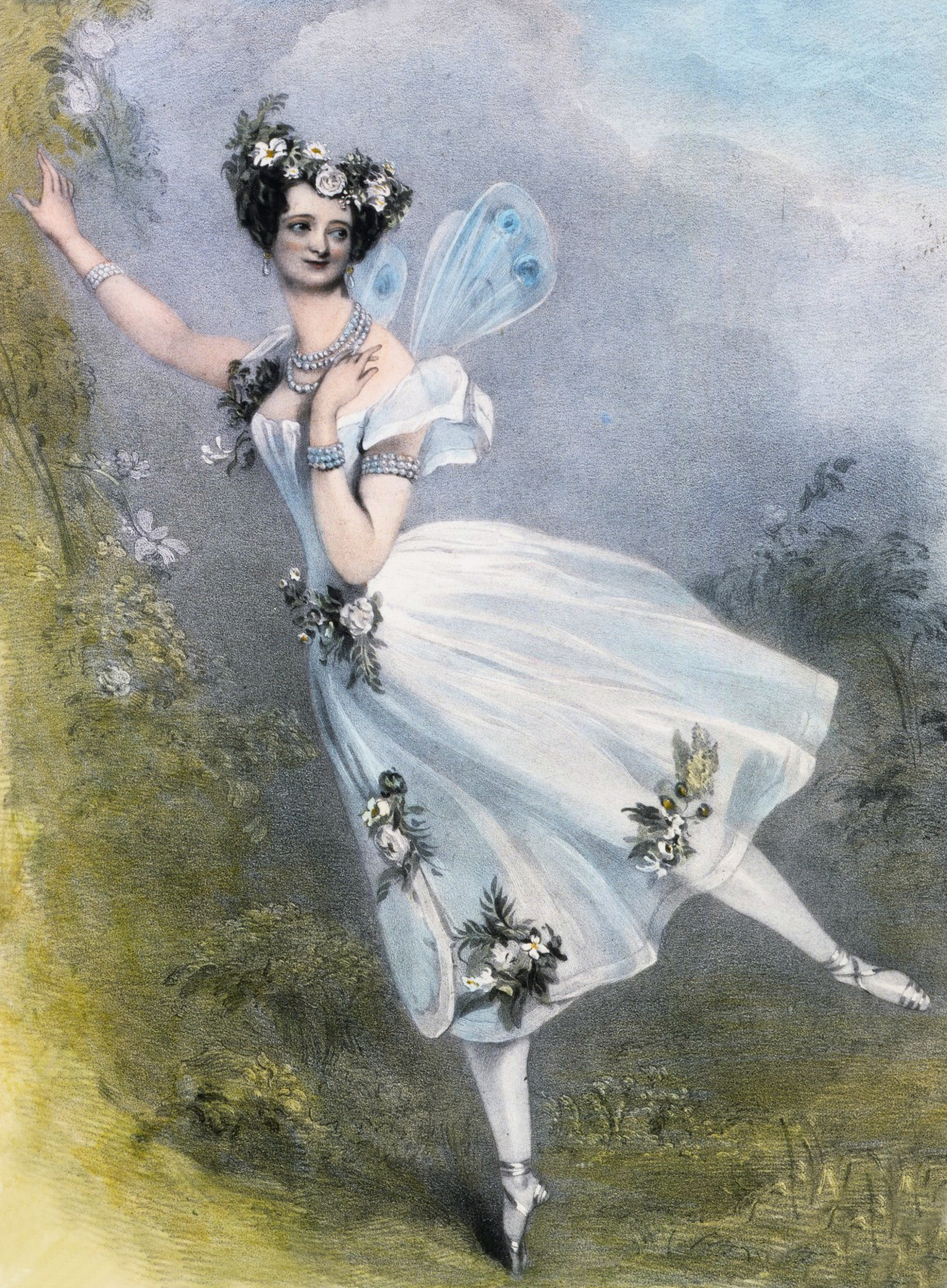
Die Balletttänzerin Marie Taglioni in Zéphire et Flore

Die Bewegungen und Posen im Ballett sind formalisiert, ihre Beherrschung erfordert jahrelanges tägliches Training. Da die Geschichte des Balletts in Italien beginnt und dann auf Frankreich übergeht, sind noch heute die meisten Begriffe der Ballettsprache französischen oder seltener italienischen Ursprungs. Ballettterminologie ist noch immer nicht einheitlich, jede der großen Schulen verwendet leicht abweichende Termini. Bei der täglichen Arbeit im Ballettsaal werden oft Abkürzungen verwendet.

## Erläuterungen zum Aufbau
Die Liste ist folgendermaßen aufgebaut: In der ersten Spalte steht der Begriff (fett), dahinter der Begriff in IPA-Lautschrift. Es folgt die Übersetzung (bei nicht aus dem Französischen oder Deutschen stammenden Begriffen auch die Herkunftssprache) und schließlich die eigentliche Definition. Die letzte Spalte zeigt eine Illustration des Begriffes, sofern vorhanden.
Wenn zu einem Begriff verschiedene Definitionen existieren, sind sie beim entsprechenden Oberbegriff mit kursiven Unterpunkten aufgeführt (zum Beispiel arabesque penchée als Unterbegriff von Penchée).
Zusammengesetzte Begriffe werden entsprechend ihrer Bestandteile an verschiedenen Stellen aufgeführt (arabesque penchée findet man sowohl unter Arabesque als auch unter Penchée).
| Begriff                       | Aussprache         | Übersetzung (sprachliche Herkunft)                 | Beschreibung | Bild                                                              |
| ----------------------------- | ------------------ | -------------------------------------------------- | --- | ----------------------------------------------------------------- |
| A                             |                    |                                                    | |                                                                   |
| Absprungbein                  | –                  | –                                                  | auch kurz Sprungbein; Bein, das bei einem Sprung als letztes den Boden verlässt | -                                                                 |
| Ailes de Pigeon               | ɛldəpiʒɔ̃           | „Taubenflügel“                                     | Ballettfigur, bei der man mit dem rechten Fuß abspringt, während gleichzeitig das linke Bein in die Luft geworfen wird. In der Luft schlägt das rechte Bein an die linke Wade. Anschließend erfolgt die Landung auf dem linken Bein, während das rechte Bein in die Luft gestreckt wird. Der Ablauf wird mit vertauschten Seiten wiederholt, um am Ende wieder auf dem rechten Bein mit ausgestrecktem linken Bein, der Ausgangsposition, zu landen. |                                                                   |
| Aplomb                        | aplɔ̃               | „Gleichgewicht“                                    | Fähigkeit zum Abfangen einer Bewegung (die Balance) | -                                                                 |
| À la seconde                  | alasəgɔ͂d           | „in der Zweiten“                                   | Haltung des Spielbeins zur Seite, in der II. Fußposition | Die Tänzerin hebt das Bein in die 2. Position (à la seconde)      |
| Allongé                       | alɔ̃ʒe              | „gestreckt, strecken“                              | mit weitmöglichst in entgegengesetzte Richtung ausgestreckten Armen/Beinen |                                                                   |
| Arabesque                     | aʀabɛsk            | „auf arabische Art“                                | Pose, der Tänzer steht auf einem Bein, das andere Bein wird mit gestrecktem Knie nach hinten gehoben, benannt nach dem Ornament Arabeske | Arabesque                                                         |
| Arabesque penchée             | aʀabɛskpɑ͂ʃe        | „geneigte Arabesque“                               | Arabesque mit größtmöglicher Spreizung der Beine und Vorneigung des Oberkörpers |                                                                   |
| Assemblé                      | asɑ͂ble             | „zusammengeheftet, geschlossen“                    | Sprung aus der V. in die V. Fußposition, wobei ein Bein während des Sprunges ein battement jeté ausführt | -                                                                 |
| Attitude                      | atityd             | „Haltung“                                          | Pose, der Tänzer steht auf einem Bein, das andere wird nach hinten, zur Seite oder nach vorne gehoben, wobei das Knie des Spielbeins gebeugt ist |                                                                   |
| B                             |                    |                                                    | |                                                                   |
| Balancé                       | balɑ͂se             | (Eigenname)                                        | „Walzerschritt“ mit Wechsel des Spielbeines | -                                                                 |
| Ballet blanc                  | balɛblɑ͂            | „weißes Ballett“                                   | Bezeichnung für Choreografien ohne Handlung oder Libretto, bei denen die Bewegungen und technischen Fertigkeiten der Tänzer im Mittelpunkt stehen, meist getanzt in weißen Tutus, z. B. weißer Akt aus La Bayadère, Les Sylphides | Ballet blanc: Schwanensee, 4. Akt (Ballett der Wiener Staatsoper) |
| Ballet d’action               | balɛdaksjɔ̃         | „Handlungsballett“                                 | Bezeichnung für Choreografien, bei denen die Handlungen und Gefühle der Charaktere im Mittelpunkt stehen, z. B. erster Akt aus Giselle, Petruschka | Ballet d’action: Schwanensee, 3. Akt                              |
| Ballonné                      | balɔne             | (Eigenname)                                        | Sprung auf einem Bein, während des Sprunges führt das Spielbein ein battement fondu aus | -                                                                 |
| Ballotté                      | balɔte             | „durchgeschüttelt, geschaukelt“                    | Sprung von einem Bein auf das andere, das Spielbein führt jeweils ein battement développé aus | -                                                                 |
| Barre                         | baʀ                | „Stange“                                           | ein Teil des Ballettunterrichts wird mit einer Hand oder beiden Händen „auf der Stange“ absolviert, welche als Gleichgewichtshilfe dient. Ein Barre wird auch Ballettstange genannt. | Tänzerinnen an der Stange, Bild von Edgar Degas                   |
| Floor barre                   | flɔ:rbaʀ           | „Boden-Stange“ (englisch-französisches Kompositum) | Bezeichnung für Grundübungen, die auf dem Boden liegend oder sitzend ausgeführt werden | Bauchmuskelübungen sind Bestandteil der Floor Barre               |
| Battement                     | batmɑ͂              | „Schlagen“                                         | Bezeichnung für schlagende Bewegungen des Spielbeins |                                                                   |
| Battement développé           | batmɑ͂ devəlɔpe     | „entwickeltes Schlagen“                            | Heben eines Beines über das Passé in die Streckung nach vorn, seitwärts oder zurück | -                                                                 |
| Battement enveloppé           | batmɑ͂ɑ͂vlɔpe        | „eingewickeltes Schlagen“                          | das nach vorn, hinten oder zur Seite gestreckte Bein wird in die Position passé gebeugt, „Gegenteil“ des battement développé | -                                                                 |
| Battement fondu               | batmɑ͂fɔ͂dy          | „geschmolzenes Schlagen“                           | gleichzeitige Streckung des Stand- und Spielbeins aus dem demi-plié (Standbein) bzw. sur le cou-de-pied (Spielbein) | -                                                                 |
| Battement frappé              | batmɑ͂fʀape         | „geklopftes Schlagen“                              | „klopfende“ Bewegungen des Spielbeinfußes gegen das Standbein | -                                                                 |
| Battement tendu               | batmɑ͂tɑ͂dy          | „gestrecktes Schlagen“                             | gerade, gestreckte Bewegungen des gestreckten Spielbeins, die Zehen bleiben auf dem Boden |                                                                   |
| Battement tendu jeté          | batmɑ͂tɑ͂dyʒəte      | „gestrecktes geworfenes Schlagen“                  | das gestreckte Spielbein wird mit schneller, gleitender Bewegung geworfen und verweilt mit den Zehen knapp über dem Boden in der Luft | -                                                                 |
| Battement tendu pour batterie | batmɑ͂tɑ͂dy puʀbatʀi | „gestrecktes Schlagen für Batterie“                | schneller Wechsel des gestreckten Spielbeins hinter und vor (bzw. vor und hinter) das Standbein | -                                                                 |
| Grand battement jeté          | gʀɑ͂batmɑ͂ʒəte       | „hohes geworfenes Schlagen“                        | das Spielbein wird mit Schwung so hoch wie möglich nach vorn, zur Seite oder nach hinten geworfen. | -                                                                 |
| Batterie                      | batʀi              | „Schlagfolge“                                      | Aneinanderschlagen der Beine während eines Sprunges | -                                                                 |
| Brisé                         | bʀize              | „unterbrochen, gestört“                            | Sprung zur Seite/vorne oder hinten, wobei das Spielbein mehrfach an das Standbein schlägt | -                                                                 |
| Jeté brisé                    | ʒətebʀize          | „unterbrochenes Werfen“                            | Sprung von einem Bein auf das andere, während des Sprunges wird ein entrechat ausgeführt | -                                                                 |
| C                             |                    |                                                    | |                                                                   |
| Cabriole                      | kabʀijɔl           | „Luftsprung, Kapriole“                             | Sprung auf einem Bein, während des Sprunges werden die Beine aneinandergeschlagen | -                                                                 |
| Changement                    | ʃɑ͂ʒmɑ͂              | „Wechsel“                                          | Schritte oder Sprünge mit Änderung der Fußposition | -                                                                 |
| Changement de pieds sauté     | ʃɑ͂ʒmɑ͂dpjesote      | „gesprungener Fußwechsel“                          | Sprung von beiden Füßen auf beide Füße mit Wechsel des vorderen Fußes während des Sprunges | -                                                                 |
| Charaktertanz                 | –                  | –                                                  | stilisierte Volkstänze in einem Ballett, z. B. die Mazurka in Coppélia | Fanny Elßler tanzt eine Cachucha in Le Diable boiteux             |
| Chassé                        | ʃase               | „gejagt, verfolgt“                                 | – | -                                                                 |
| Pas chassé                    | pɑʃase             | „verfolgter Schritt“                               | Sprung aus einer offenen (II. oder IV.) in eine offene Fußposition, dabei werden die Füße in der Luft geschlossen | -                                                                 |
| Contretemps                   | kɔ͂tʀətɑ͂            | „Zwischenfall“                                     | Verbindungsschritt zum Richtungswechsel | -                                                                 |
| Croisé                        | kʀwaze             | „gekreuzt“                                         | Variante des épaulement, Körperhaltung, die Position der Beine erscheint aus der Perspektive des Zuschauers gekreuzt oder geschlossen | Die Pose Croisé                                                   |
| Croisé derrière               | kʀwazedɛʀjɛʀ       | „hinten gekreuzt“                                  | Körperhaltung, die Position der Beine erscheint aus der Perspektive des Zuschauers gekreuzt, wobei das Spielbein nach hinten gestreckt oder gehoben wird | Zwei Tänzer zeigen die Pose Croisé derrière                       |
| Croisé devant                 | kʀwazed(ə)vɑ͂       | „vorne gekreuzt“                                   | Körperhaltung, die Position der Beine erscheint aus der Perspektive des Zuschauers gekreuzt, wobei das Spielbein nach vorne gestreckt oder gehoben wird |                                                                   |
| D                             |                    |                                                    | |                                                                   |
| Dégagé                        | daygazhay          | freimachen, loslösen                               | aus einer geschlossenen Position schleift der Spielbeinfuß in eine offene Position am Boden |                                                                   |
| De côté                       | dəkote             | „zur Seite“                                        | Körperhaltungen und Bewegungen in Richtung der Bühnenseiten | Die Tänzerin hebt das Bein zur Seite (de côté)                    |
| Demi-plié                     | dəmiplije          | „halb gebeugt“                                     | Kniebeuge in einer der Fußpositionen ohne Abheben der Fersen vom Boden | -                                                                 |
| Développé                     | devəlɔpe           | „entwickelt“                                       | Bewegungen des Spielbeines aus der Beugung in die Streckung | -                                                                 |
| Battement développé           | batmɑ͂ devəlɔpe     | „entwickeltes Schlagen“                            | Heben eines Beines über das Passé in die Streckung nach vorn, seitwärts oder zurück | -                                                                 |
| E                             |                    |                                                    | |                                                                   |
| Écarté                        | ekaʀte             | „abgewendet“                                       | Variante des épaulement, Körperhaltung diagonal zum Zuschauer | -                                                                 |
| Écarté derrière               | ekaʀtedɛʀjɛʀ       | „abgewendet nach hinten“                           | Körperhaltung diagonal zum Zuschauer, wobei das Spielbein „vom Zuschauer weg“ gestreckt oder gehoben wird | -                                                                 |
| Écarté devant                 | ekaʀted(ə)vɑ͂       | „abgewendet nach vorn“                             | Körperhaltung diagonal zum Zuschauer, wobei das Spielbein „zum Zuschauer hin“ gestreckt oder gehoben wird | Pawel Gerdt steht im Écarté devant                                |
| Effacé                        | efase              | „verblasst, unbedeutend“                           | Variante des épaulement, Körperhaltung, die Beine erscheinen aus der Perspektive des Zuschauers ungekreuzt oder geöffnet | die Tänzerin steht im Effacé                                      |
| Effacé derrière               | efasedɛʀjɛʀ        | „Effacé nach hinten“                               | Körperhaltung, die Position der Beine erscheint aus der Perspektive des Zuschauers ungekreuzt, wobei das Spielbein nach hinten gestreckt oder gehoben wird | Die Tänzerin Olga Preobraschenskaja steht im Effacé derrière      |
| Effacé devant                 | efased(ə)vɑ͂        | „Effacé nach vorn“                                 | Körperhaltung, die Position der Beine erscheint aus der Perspektive des Zuschauers ungekreuzt, wobei das Spielbein nach vorn gestreckt oder gehoben wird | Die Tänzerin Carlotta Grisi steht im Effacé devant                |
| En croix                      | ɑ͂kʀwa              | „im Kreuz, kreuzweise“                             | Bewegungen, die in der Reihenfolge vorwärts (en avant) – seitwärts (à la seconde) – rückwärts (en arrière) – seitwärts (à la seconde) ausgeführt werden | Prinzip des En croix                                              |
| En-dehors                     | ɑ͂dəɔʀ              | „nach außen“                                       | – | -                                                                 |
| En-dehors (Beinposition)      | ɑ͂dəɔʀ              | „nach außen“                                       | Im klassischen Ballett wird eine „Auswärtshaltung“ der Beine angestrebt, diese gilt als ästhetisch und wird als en dehors bezeichnet. | En dehors bezeichnet die Auswärtshaltung der Beine                |
| En-dehors (Bewegung)          | ɑ͂dəɔʀ              | „nach außen“                                       | Bewegungen „vom Standbein weg“, z. B. pirouette en dehors oder rond de jambe par terre en dehors | Prinzip des rond de jambe par terre en dehors                     |
| En-dedans                     | ɑ͂dədɑ͂              | „nach innen“                                       | Bewegungen „zum Standbein hin“, z. B. pirouette en dedans oder rond de jambe par terre en dedans | Prinzip des rond de jambe par terre en dedans                     |
| En face                       | ɑ͂fas               | „von vorne“                                        | Körperhaltungen und Bewegungen frontal zum Zuschauer | Die Tänzerin steht En face                                        |
| Entrechat                     | ɑ͂tʀəʃa             | (Eigenname)                                        | Sprung aus der 5. Fußposition mit ein- bis mehrmaligem Kreuzen der Füße in der Luft, auch changement battu genannt | -                                                                 |
| Entrée                        | ɑ͂tʀe               | „Eintritt, Auftritt“                               | Einzelner Szenenauftritt eines Tänzers | -                                                                 |
| Enveloppé                     | ɑ͂vlɔpe             | „eingewickelt“                                     | – | -                                                                 |
| Battement enveloppé           | batmɑ͂ɑ͂vlɔpe        | „eingewickeltes Schlagen“                          | das nach vorn, hinten oder zur Seite gestreckte Bein wird in die Position passé gebeugt, „Gegenteil“ des battement développé | -                                                                 |
| Épaulement                    | epolmɑ͂             | „Ausrichtung“                                      | Körperhaltung zum Zuschauer, dabei sollen beide Schultern und beide Beckenkämme sichtbar sein, Varianten: en face, de côté, croisé, effacé und écarté | -                                                                 |
| F                             |                    |                                                    | |                                                                   |
| Fondu                         | fɔ͂dy               | „geschmolzen“                                      | beide Beine beugen und strecken sich langsam | -                                                                 |
| Battement fondu               | batmɑ͂fɔ͂dy          | „geschmolzenes Schlagen“                           | gleichzeitige Streckung des Stand- und Spielbeins aus dem demi-plié (Standbein) bzw. sur le cou-de-pied (Spielbein) | -                                                                 |
| Fouetté                       | fwete              | „gepeitscht“                                       | rasche, peitschenhiebartige Bewegungen | -                                                                 |
| Fouetté en tournant           | fweteɑ͂tuʀnɑ͂        | „gedrehtes Fouetté“                                | Drehung, rond de jambe en l'air mit anschließender Pirouette, meist vielfach hintereinander getanzt, z. B. in Schwanensee oder Don Quichotte | Fouetté en tournant                                               |
| Fußposition                   | –                  | –                                                  | Grundposition der Füße beim Stehen auf beiden Beinen, dabei sind mit auswärts gedrehten Beinen 5 Positionen möglich | 5. Fußposition                                                    |
| G                             |                    |                                                    | |                                                                   |
| Gargouillade                  | gaʀgujad           | (Eigenname)                                        | auch double rond de jambe sauté, pas de chat bei dem beide Beine in der Luft ein rond de jambe ausführen | -                                                                 |
| Glissade                      | glisad             | „Schlittern“                                       | Gleitschritt aus der V. in die V. Fußposition, dicht über dem Boden | -                                                                 |
| Glissé                        | glise              | „geglitten, gerutscht“                             | Gleitschritt | -                                                                 |
| Grand battement jeté          | gʀɑ͂batmɑ͂ʒəte       | „großes (hohes) geworfenes Schlagen“               | das Spielbein wird mit Schwung so hoch wie möglich nach vorn, zur Seite oder nach hinten geworfen. | -                                                                 |
| Grand jeté                    | gʀɑ͂ʒəte            | „großes (hohes) Werfen“                            | Großer Sprung von einem Bein auf das andere, mögliche Positionen in der Luft sind Arabesque, Attitude und große 2. Position | Grand Jeté                                                        |
| Grand-plié                    | gʀɑ͂plije           | „großes (tiefes) Beugen“                           | Beugen der Knie tiefer als bei demi-plié, Fersen nur so viel wie unbedingt notwendig anheben, ohne darauf zu sitzen; in der II. Fußposition werden die Fersen nicht angehoben | -                                                                 |
| J                             |                    |                                                    | |                                                                   |
| Jeté                          | ʒəte               | „geworfen“                                         | – | -                                                                 |
| Battement tendu jeté          | batmɑ͂tɑ͂dyʒəte      | „gestrecktes geworfenes Schlagen“                  | das gestreckte Spielbein wird mit schneller, gleitender Bewegung geworfen und verweilt mit den Zehen knapp über dem Boden in der Luft | -                                                                 |
| Grand battement jeté          | gʀɑ͂batmɑ͂ʒəte       | „großes (hohes) geworfenes Schlagen“               | das Spielbein wird mit Schwung so hoch wie möglich nach vorn, zur Seite oder nach hinten geworfen. | -                                                                 |
| Grand jeté                    | gʀɑ͂͂͂ʒəte            | „großes (hohes) Werfen“                            | großer Sprung von einem Bein auf das andere, mögliche Positionen in der Luft sind Arabesque, Attitude und große 2. Position | Grand Jeté                                                        |
| Jeté sauté                    | ʒətesote           | „gesprungenes Werfen“                              | Sprung von einem Bein auf das andere | -                                                                 |
| P                             |                    |                                                    | |                                                                   |
| Pas                           | pɑ                 | „Schritt“                                          | – | -                                                                 |
| Pas de basque                 | pɑdbask            | „Baskenschritt“                                    | mehrteiliger Verbindungsschritt | -                                                                 |
| Pas de bourrée                | pɑdbuʀe            | „Bourrée-Schritt“ (Eigenname)                      | Verbindungsschritt mit Standbeinwechsel | -                                                                 |
| Pas de chat                   | pɑdʃa              | „Katzenschritt“                                    | Sprung aus der V. Position mit Landung in der Absprungposition, beide Knie werden während des Sprungs gebeugt | -                                                                 |
| Pas échappé sauté             | pɑeʃapesote        | échapper: „ausreißen“                              | Sprung aus der V. in die II. oder IV. Position und zurück in die V. | -                                                                 |
| Pas de deux                   | pɑdedø             | „Schritte/Tanz für Zwei“                           | Duett | Pas de deux aus La fille mal gardée                               |
| Passé                         | pɑse               | passer: „vorbeiführen, passieren“                  | der Spielbein-Fuß wird am Knie des Standbeins angelegt, dient dem Wechsel von Spielbeinpositionen, z. B. von vorne nach hinten. | Passé                                                             |
| Penché                        | pɑ͂ʃe               | „geneigt, gekippt“                                 | – | -                                                                 |
| Arabesque penchée             | aʀabɛskpɑ͂ʃe        | „geneigte Arabesque“                               | Arabesque mit größtmöglicher Spreizung der Beine und Vorneigung des Oberkörpers |                                                                   |
| Piqué                         | pike               | „gestochen“                                        | die Fußspitze des gestreckten Spielbeins „sticht“ in den Boden und übernimmt die Körperlast (wird zum Standbein). | -                                                                 |
| Pirouette                     | piʀwɛt             | (Eigenname)                                        | Drehung auf einem Bein (im Retiré). Spezialform der tours (Drehungen) | -                                                                 |
| Plié                          | plije              | „gebeugt“                                          | Kniebeuge | -                                                                 |
| Demi-plié                     | dəmiplije          | „halb gebeugt“                                     | Kniebeuge in einer der Fußpositionen ohne Abheben der Fersen vom Boden | -                                                                 |
| Grand-plié                    | gʀɑ͂plije           | „großes (tiefes) Beugen“                           | Beugen der Knie tiefer als bei demi-plié, Fersen nur so viel wie unbedingt notwendig anheben, ohne darauf zu sitzen; in der II. Fußposition werden die Fersen nicht angehoben | -                                                                 |
| Port de bras                  | pɔʀdəbʀa           | „Tragen der Arme“                                  | Armbewegungen und -positionen |                                                                   |
| R                             |                    |                                                    | |                                                                   |
| Relevé                        | ʀələve             | „gehoben, erhöht“                                  | auf die Fußspitze/halbe Spitze erheben | Die Tänzerin Olga Preobraschenskaja steht im Relevé               |
| Retiré                        | ʀətiʀe             | „zurückgezogen“                                    | Pose, der Spielbeinfuß wird am Knie des Standbeins angelegt | Retiré                                                            |
| Révérence                     | ʀeveʀɑ͂s            | (Eigenname)                                        | Verbeugung des Tänzers/der Tänzerin | Tänzer bei ihrer Révérence                                        |
| Rond                          | ʀɔ͂                 | „Kreis“                                            | – | -                                                                 |
| Rond de jambe par terre       | ʀɔ͂dʒɑ͂bpaʀtɛʀ       | „Beinkreis auf dem Boden“                          | kreisförmige Bewegung des Beines auf dem Boden. | Prinzip des rond de jambe par terre en dehors                     |
| Rond de jambe en l'air        | ʀɔ͂dʒɑ͂bɑ͂lɛʀ         | „Beinkreis in der Luft“                            | kreisförmige Bewegung des Beines in der Luft. | -                                                                 |
| S                             |                    |                                                    | |                                                                   |
| Sauté                         | sote               | „gesprungen“                                       | nahezu jede Pose und jeder Schritt kann gesprungen werden | -                                                                 |
| Jeté sauté                    | ʒətesote           | „gesprungenes Werfen“                              | Sprung von einem Bein auf das andere | -                                                                 |
| Temps levé sauté              | tɑ͂ləvesote         | „gesprungener, schwebender Takt“                   | Sprung von einem Bein auf dasselbe Bein | -                                                                 |
| Soubresaut                    | subʀəso            | „Satz, Sprung“                                     | Sprung mit leichter Vorwärtsbewegung aus der V. in die V. Position, der Körper wird stark nach hinten gebogen, die Beine werden zusammengehalten und nach hinten gestreckt. | -                                                                 |
| Soutenu                       | sut(ə)ny           | „anhaltend, gespannt“                              | Drehung auf (halber) Spitze in der fünften Fußposition | -                                                                 |
| Sousous                       | susu               | „gehalten, getragen“                               | Zusammenziehen der Beine aus einer offenen in eine geschlossene Fußposition | -                                                                 |
| Spielbein                     | –                  | –                                                  | Bein, das bei einem Bewegungsablauf ohne Gewichtsbelastung eine Bewegung ausführt, während das Standbein am Boden bleibt bzw. das Körpergewicht trägt | -                                                                 |
| Standbein                     | –                  | –                                                  | Bein, das bei einem Bewegungsablauf am Boden bleibt bzw. das Körpergewicht trägt, während das andere Bein (Spielbein) ohne Gewichtsbelastung eine Bewegung ausführt | -                                                                 |
| Sur le cou-de-pied            | syʀləkudpje        | „auf dem Fußknöchel“                               | Fußposition, der Spielbeinfuß wird am Knöchel des Standbeines angelegt | Fußposition Sur le cou-de-pied                                    |
| T                             |                    |                                                    | |                                                                   |
| Temps                         | tɑ͂                 | „Zählzeit, Zählzeiten“                             | – | -                                                                 |
| Temps levé sauté              | tɑ͂ləvesote         | „gesprungene, schwebende Zählzeit“                 | Sprung von einem Bein auf dasselbe Bein | -                                                                 |
| Temps lié                     | tɑ͂lje              | „verbundene Zählzeit“                              | Verbindungsschritt | -                                                                 |
| Tour                          | tuʀ                | „Drehung“                                          | jede Pose kann auch en tournant, also gedreht, getanzt werden | -                                                                 |
| Tour en l'air                 | tuʀɑ͂lɛʀ            | „Drehung in der Luft“                              | virtuose Sprünge des Tänzers, bei denen er sich in der Luft dreht. | -                                                                 |
| Tutu                          | tyty               | (Eigenname)                                        | Ballettrock aus Tüllstoff. | Farbenfrohes Tutu                                                 |
| Tendu                         | tɑ͂dy               | „gestreckt“                                        | das Bein wird nach vorn, hinten oder zur Seite gestreckt | -                                                                 |
| Battement tendu               | batmɑ͂tɑ͂dy          | „gestrecktes Schlagen“                             | gerade, gestreckte Bewegungen des gestreckten Spielbeins, die Zehen bleiben auf dem Boden |                                                                   |
| Battement tendu jeté          | batmɑ͂tɑ͂dyʒəte      | „gestrecktes geworfenes Schlagen“                  | das gestreckte Spielbein wird mit schneller, gleitender Bewegung geworfen und verweilt mit den Zehen knapp über dem Boden in der Luft | -                                                                 |
| Battement tendu pour batterie | batmɑ͂tɑ͂dy puʀbatʀi | „gestrecktes Schlagen für Batterie“                | schneller Wechsel des gestreckten Spielbeins hinter und vor (bzw. vor und hinter) das Standbein | -                                                                 |
| Tombé                         | tɔ͂be               | „(herunter-) gefallen“                             | Gewichtsverlagerung auf das gebeugte Spielbein | -                                                                 |